# Enzo Gentile
Enzo Gentile (Milano, 11 giugno 1955) è un giornalista, scrittore, critico musicale e direttore artistico italiano.
Giornalista professionista dal 1984, inizia l’attività  pubblicando a partire dal 1976. Nel corso degli anni ha scritto per numerose testate, tra le quali La Repubblica, Il Mattino,Il Secolo XIX, il manifesto, Il Fatto Quotidiano,  Il Giorno, La Stampa, Il Sole 24 Ore, Sette (Magazine del Corriere della Sera), La lettura, Ciak, Donna Moderna, Epoca, Jam, Vanity Fair, Panorama, Epoca, L'Europeo, La Domenica del Corriere, Tuttolibri, Rolling Stone, Rockstar, Panorama Mese, Vogue, Linus, Il Diario. 
È docente all'Università Cattolica del Sacro Cuore di Milano dove tiene un corso sulla Storia del pop e del rock nell'ambito del Master in Comunicazione. Ha insegnato al dipartimento di Teatro e Spettacolo dell'Università di Parma, di Bologna e di Mantova. Ha insegnato alla Accademia di Comunicazione, alla Università dell'Immagine, alla Scuola Paolo Grassi di Milano. 
Inserito nei programmi di conferenze e spettacoli in numerosi festival: Time Zones, Sconfinando, Le corde dell'anima, Festival della letteratura di Mantova, Festivalfilosofia, Creuza de ma, Bookcity, Laguna Movies, Folkest, Medimex, Sweet soul music,  Lunezia, Locus festival
È consulente e curatore di diversi materiali e programmi di sala, redatti tra gli altri per il Teatro alla Scala e il Teatro Lirico di Cagliari.

## Attività di scrittore
Nel 1977 pubblica il suo primo libro con Saverio Angelini, Note di pop italiano (Gammalibri, 1977), a cui seguiranno una trentina di titoli tra i quali Guida critica ai cantautori italiani  (Gammalibri, 1979), Arcipelago rock (Mondadori), Jimi Hendrix (Multipla edizioni), Rock around the clock (Baldini & Castoldi) e Dizionario del pop-rock, con Alberto Tonti (Baldini & Castoldi, 1999), Legata ad un granello di sabbia (Melampo, 2005),  A day in the life (Editori Riuniti, 2006).  Nel 2010 pubblica insieme a Fabio Schiavo il volume illustrato Beatles a fumetti (Skira, 2010) centrato sull'arte grafica e fumettistica di disegnatori e autori che hanno dedicato le loro opere ai favolosi Fab Four: nel 2011 usciranno anche l'edizione in lingua inglese e in lingua spagnola. 
Sempre nel 2010 pubblica Jimi santo subito! (Shake edizioni, 2010),  sulla figura di Jimi Hendrix, nel quarantennale della morte. Dal 2012 il Dizionario pop-rock, passato all'editore Zanichelli, viene annualizzato, con un minuzioso lavoro di aggiornamento e integrazione dei contenuti. Ancora nel 2012 è partner di Giangilberto Monti per il progetto Comicanti (Egea, 2012), un doppio cd e un libro che studiano il rapporto tra la canzone e la comicità nella storia italiana: seguiranno incontri e rappresentazioni teatrali. Sempre sulle tracce dell'opera beatlesiana, nel 2013 cura anche il volume John Lennon Pop artist (1940-1980)(Auditorium, 2013) e l'edizione italiana di John Lennon Skywriting- Scritti, disegni, poesie (il Saggiatore, 2013). Nel 2015 pubblica Lontani dagli occhi - Vita, sorte e miracoli di artisti esemplari, la storia di 5 artisti: Sergio Endrigo, Piero Ciampi, Nino Ferrer, Fred Buscaglione e Herbert Pagani e a seguire Time after time (Hoepli, 2016). Nel 2018  Hendrix '68 - The italian experience con Roberto Crema (Jaca Book, 2018) e Amico Faber (Hoepli, 2018). 
Nel 2020 esce The story of life - Gli ultimi giorni di Jimi Hendrix scritto con Roberto Crema (Baldini & Castoldi) e nel 2021 (maggio) Onda su onda - Storie e canzoni delle estati italiane(Zolfo, 2021). Sempre nel 2021 cura il progetto editoriale che racconta i quarant’anni del Festival Blues di Pistoia (Vololibero, 2021).
Frequenti anche i contributi in volumi collettivi, di saggistica e critica musicale, tra cui l'introduzione al primo libro di testi di Neil Young tradotti in italiano (Arcana 1982), nel libro che accompagna il DVD La voce Stratos (Feltrinelli, 2009), in Kunzertu 77 18 di Luigi Cinque (Editrice Zona, 2018), nel catalogo della mostra "Paganini Rockstar - Incandescente come Jimi Hendrix", organizzata a Palazzo Ducale, Genova (Silvana, 2018), nel libro che accompagna il DVD di Gianfranco Cabiddu, Faber in Sardegna (Castelvecchi, 2019) e nella prefazione all’edizione italiana di The Zapple Diaries di Barry Miles, Jaca Book, 2019.
È nel collettivo che fonda lo storico locale milanese Zelig ed è anche il più longevo autore dell'agenda Smemoranda per cui ha scritto dalla prima edizione.
Ha fatto parte del team che ha curato la stesura di opere editoriali enciclopediche per Garzanti, Utet, De Agostini, Fabbri Editori, Treccani. Nel 2015 entra nello  Zingarelli - Vocabolario della lingua italiana (Zanichelli, 2015), che inaugura le definizioni d’autore, con una voce a sua firma, "elettricità".
Molte delle sue pubblicazioni sono state oggetto di presentazioni-spettacolo anche al fianco di gruppi e musicisti, tra cui Quintorigo, Paolo Fresu, Claudio Angeleri, Randy Hansen e Leon Hendrix, fratello di Jimi, del quale cura l'edizione italiana del libro autobiografico A brother's story (in Italia, Jimi mio fratello, Skira, 2012). 
Sempre in relazione all'universo hendrixiano, nel 2006 firma l'introduzione all'edizione italiana di Room full of mirrors di Charles R. Cross (La stanza degli specchi - Jimi Hendrix: la vita, i sogni, gli incubi - Kowalski/Feltrinelli). Dello stesso volume, edito da BUR nel 2020 scrive una nuova introduzione: cura anche la mostra The Jimi Hendrix Exhibition, Milano 1992.
Nel 2019 dà il titolo e firma la prefazione al libro Route 69 - Il 1969 a 33 giri (Tsunami Edizioni), di Mox Cristadoro.

## Attività radiofonica e televisiva
Nel 1976 esordisce come conduttore e giornalista musicale radiofonico a Radio Popolare di Milano con cui la collaborazione non si è mai interrotta.
Nel 1979 approda alla RAI, dove negli anni ha ideato e condotto una ventina di programmi di carattere musicale, tra cui Domenica con noi, StereoDrome, Tutti frutti, Abc Rock,  FuoriGiri , Caterpillar (Radio Due), Fuochi e File Urbani (Radio Tre).
Nel 1980-81 realizza per TRM2 una serie di ampi ritratti-intervista con i maggiori artisti italiani (De Andrè, Gaber, Jannacci, Guccini, Vecchioni, PFM, Area...) 
Nel 1990 è coautore in coppia con Ezio Guaitamacchi di Born in the U.S.A. programma televisivo andato in onda su Italia 1 in autunno.
Nel 2005 collabora a diversi programmi di informazione e critica per Radio 24.
Per la televisione ha scritto e realizzato programmi per Italia 1 e per RaiSat (la serie Satisfaction di speciali sul rock).
Ha realizzato diverse antologie discografiche per le maggiori etichette italiane: tra queste gli album intitolati Fuorigiri, Suoni e Visioni 1 e 2, Hot e Blues ; per il cinema ha curato il cd della colonna sonora di Fuori dal mondo, film in cui ha anche partecipato come attore. Nel 2021 inizia la collaborazione con Amazon Music per un progetto relativo alla realizzazione di una serie di brevi documentari dedicati alla canzone d’autore italiana: il primo episodio è su Lucio Dalla.

## Attività di curatore di mostre
Nel 1982 organizza con Alberto Tonti la prima mostra italiana dedicata alla grafica e al design delle copertine, Cover and Cover allestita in Galleria Vittorio Emanuele, nel centro di Milano. Attorno allo stesso tema curerà al Castello Sforzesco due edizioni della mostra FonoGrafica (1985 e 1986) e alla Fiera di Milano La grafica del suono (1984 e 1985), fino a Absolut Cover ai Musei di Porta Romana sempre a Milano ; alle varie esposizioni corrispondono regolarmente cataloghi e pubblicazioni dedicate. 
Nel 1990, sempre con Alberto Tonti a Sanremo, realizza Quarant'anni, mostra sulla storia del festival.
Nel campo delle mostre ha inaugurato un filone particolare, quello dei musicisti e cantanti che dipingono. Le opere di Franco Battiato, Luca Carboni, Gino Paoli, Jovanotti, Edoardo Bennato e di altri artisti, sono state esposte in mostre da lui curate: la prima insieme a Francesco Messina, Musica senza suono, nel 1999 al Museo Rivoltella di Trieste, a cui hanno fatto seguito nel 2001 Artisti per caso  al Palazzo delle Esposizioni di Roma,  con asta benefica e nel 2003 Poiesis alla Galleria Civica di Monza.
Insieme a Elio Fiorucci per la moda e Gianni Canova per il cinema, è curatore per la sezione musica della mostra-performance Mission to Espresso tenutasi nel 2003 al Palazzo della Ragione di Milano.
Nel 2003 è conduttore e responsabile degli incontri della manifestazione Parole e musica incentrata sulla canzone di qualità, oltre che consulente di Mescolanze, festival dedicato ai popoli e sapori del mondo. 
Nel marzo 2004 è tra gli animatori del primo MantovaMusicaFestival.
Conduce al "FestivalLetteratura" di Mantova conferenze e interviste agli autori.
Nel 2004 è responsabile degli incontri con gli artisti e curatore della selezione musicale per la mostra Milano - La fabbrica del futuro.
Sempre nel 2004 è curatore a Carpi di Kaleidoscope 1964-1974 Suoni e visioni della psichedeliainsieme a Matteo Guarnaccia e Odo Semellini. 
Nel 2006 porta in giro per l'Italia, dopo l'inaugurazione a Palermo, la mostra Covers!, dedicata alle cento migliori copertine musicali della storia del pop-rock.
Nel 2007, ad Aosta, con il collezionista Umberto Buttafava, cura "Arrivano i Beatles!", la prima grande mostra italiana a loro dedicata.
L'anno successivo, il relativo catalogo edito da Skira verrà tradotto e pubblicato sui mercati di lingua inglese, francese e spagnola.
Nell'estate 2008, a Santa Maria alla Scala, Siena, cura con Francesco Martinelli JazzEye, la prima mostra dedicata alle copertine e alla grafica del Novecento nella cultura jazz; con Umberto Buttafava è curatore della mostra Beatles '68 allo Spazio Oberdan di Milano: per entrambe le mostre i cataloghi sono editi da Mazzotta.
Nel settembre 2013 cura, insieme ad Antonio Taormina, due mostre parallele, dedicate alle attività di John Lennon al di fuori della musica (letteratura, cinema, teatro, disegno, militanza pacifista): a Modena, nell'ambito del Festivalfilosofia, viene inaugurata All you need is love, che raccoglie oltre diecimila visitatori, mentre a Bologna, nelle iniziative di ArteLibro, apre Literary Lennon; a entrambe le mostre sono legati un intenso calendario di conferenze e due volumi: rispettivamente John Lennon Pop Artist (1940-1980), (Auditorium Edizioni), e Skywriting - Scritti, disegni, poesie traduzione dell'omonima opera postuma di John Lennon (1986) (Il Saggiatore).

## Attività di Direttore artistico
Dal 1990 è fondatore e direttore artistico delle 19 edizioni dello storico festival milanese Suoni e Visioni, vetrina per musicisti e gruppi d'avanguardia, jazz, folk, di musica etnica e sperimentale, spesso presentati per la prima volta in Italia. 
Nel 2009 inaugura la prima delle sette edizioni della rassegna Music Club al teatro Dal Verme di Milano, e cura a Bologna con Ezio Guaitamacchi,  la sezione Back to Woodstock per il festival Biografilm. Sua l'ideazione e la conduzione anche di due rassegne milanesi, I magnifici 7 - 1967-1977 e L'incanto della musica al Teatro degli Arcimboldi, giugno/luglio 2017, e Suoni, visioni & altre meraviglie, due appuntamenti cine-musicali all'Anteo Palazzo del Cinema nel 2018 e nel 2019 .
Ha anche prestato la sua consulenza artistica al progetto-spettacolo Sgt. Peppers Lonely Hearts Club Band, trasposizione orchestrale del capolavoro dei Beatles, per la regia di Emanuele Gamba (autunno 2018)
Dal 2015 è direttore artistico di Naturalmente pianoforte, manifestazione organizzata dall'associazione Pratoveteri, nel Parco Nazionale delle Foreste Casentinesi, a Pratovecchio Stia, centrata sulle diverse angolazioni che il pianoforte offre tra composizione, performance, didattica e spettacolo.

## Riconoscimenti e premi
Ha vinto il Premio Fabbri 1996 con Rock around the clock.
Nel 2002 gli viene assegnato il premio giornalistico Folkest che si aggiunge ad altri riconoscimenti in campo editoriale conferiti nello stesso anno a Roma e Orta.
Nel 2005 per Legata a un granello di sabbia gli vengono assegnati il Premio Lunezia 2005 e il Premio BiellaMusica, nella sezione per i libri sullo spettacolo.

## Pubblicazioni
- Enzo Gentile, Saverio Angiolini, Note di pop italiano, Gammalibri, 1978
- Enzo Gentile, Guida critica ai cantautori italiani, Milano, Gammalibri, 1979
- Ivan Berni, Enzo Gentile, Alberto Tonti, Cover & Cover, Mazzotta, 1982
- Enzo Gentile, Arcipelago rock, Mondadori, 1987
- Enzo Gentile, Jimi Hendrix, Multiplo edizioni, 1990
- Enzo Gentile, Rock around the clock, Zelig, 1995
- Enzo Gentile, Terremoto Vasco, Arcana, 1996
- Enzo Gentile. Zucchero. Blues e altre storie, Arcana, 1997
- Enzo Gentile, Francesco Messina Musica senza suono, Art&, 1999
- Enzo Gentile, Alberto Tonti (a cura di), Dizionario del pop-rock, Baldini Castoldi Dalai, 1999
- Enzo Gentile, Legata a un granello di sabbia, Melampo Editore, 2005
- Enzo Gentile, A day in the life. Dal 1954 la storia del pop-rock minuto per minuto, Editori Riuniti, 2006
- Umberto Buttafava e Enzo Gentile, Arrivano i Beatles, Skira, 2007
- Umberto Buttafava e Enzo Gentile, Beatles '68, Mazzotta, 2008
- Enzo Gentile e Francesco Martinelli, Siena Jazzeye, Mazzotta, 2008
- Enzo Gentile, Jimi santo subito, Shake edizioni, 2010
- Enzo Gentile e Fabio Schiavo, Beatles a fumetti, Skira, 2010
- Enzo Gentile, Giangilberto Monti, Comicanti, Egea, 2012
- Enzo Gentile, Alberto Tonti, Dizionario del Pop-rock, Zanichelli, 2012
- Enzo Gentile, Alberto Tonti, Dizionario del Pop-rock 2014, Zanichelli, 2013
- Enzo Gentile, John Lennon - Pop Artist (1940-1980),  Auditorium, 2013
- Enzo Gentile, Alberto Tonti, Dizionario del Pop-rock 2015, Zanichelli, 2014
- Enzo Gentile, Alberto Tonti, Dizionario del Pop-rock 2016, Zanichelli, 2015
- Enzo Gentile, Lontani dagli occhi. Vita, sorte e miracoli di artisti esemplari, Laurana editore, 2015
- Enzo Gentile, Roberto Crema, Hendrix '68 The Italian experience, Jaca Book, 2018
- Enzo Gentile, Amico Faber, Hoepli, 2018
- Enzo Gentile, Roberto Crema, The story of life - Gli ultimi giorni di Jimi Hendrix , Baldini e Castoldi, 2020
- Enzo Gentile, Onda su onda - Storie e canzoni delle estati italiane, Zolfo, 2021 (Maggio)